# Casa Macareno
Casa Macareno és una antiga casa senyorial habilitada per l'activitat ramadera de Soriguera (Pallars Sobirà) inclosa a l'Inventari del Patrimoni Arquitectònic de Catalunya.

## Descripció
Actualment solament queden unes poques restes del que fou una gran casa senyorial fortificada que donà peu a diverses llegendes. Una d'elles explica que el drac del senyor de Malmercat tenia terroritzada tota la comarca, devorant a tots aquells que no complissin les arbitràries ordres del senyor. Un bon dia, l'esmentat senyor segrestà dues donzelles del veí poble de Tornafort, però el germà d'una d'elles, que era un minyó molt valent, tancà el drac en una cova, lluità i vencé al malvat senyor i alliberà les fadrines. Joan Amades ens dona una versió força diferent, segons la qual el drac el deixaren els àrabs quan es retiraren d'aquestes terres. El cavaller de Malmercat deslliurà la contrada de la fera, atacant el drac amb una tropa de gossos que el malferien i obligaren a eixir de la cova, on l'esperava el cavaller que va rematar la fera. Per aquesta gesta el cavaller col·locà en el seu escut d'armes la figura del drac. Segons una altra llegenda, un bon dia començà a sortir un misteriós fum de casa Macareno, conegut a la contrada com a foc follets, que durà més d'un any sense que ningú pogués donar-ne la raó, fins que l'endevinaire d'Escàs sentencià que aquest no deixaria d'eixir fins que no es fessin pregàries a la Mare de Déu del Remei. Efectivament, fetes aquestes s'extingí el fum. D'aquesta casa senyorial que tant de terror i misteri provocà en la comarca, només queda un pany de mur i la base d'una torre semicircular. La resta està modificada i adaptada com a pallers, estables, etc.